# Alejico
Alejico es una localidad del municipio de Sabero, en la provincia de León, comunidad autónoma de Castilla y León, España.
Es conocido por el puente colgante sobre el río Esla que lo une con el cercano Aleje.
Iglesia parroquial con espadaña dedicada a San Roque. Fiesta patronal el 16 de agosto.
Tiene un canal de aguas bravas en donde se celebra el campeonato de España.
- Datos: Q17620617
- Multimedia: Alejico / Q17620617